# فائض (تونس)
فائض (به عربی: فائض) یک منطقهٔ مسکونی در تونس است که در استان سیدی بوزید واقع شده‌است. فائض ۳٬۵۱۳ نفر جمعیت دارد.